# Librairie polonaise de Paris

Logo de la librairie polonaise de Paris.

La Librairie polonaise de Paris / Księgarnia Polska w Paryżu est un établissement commercial fondée le 12 septembre 1833 par les démocrates polonais exilés à Paris, fuyant les répressions tsaristes après la défaite de l'insurrection de novembre 1830. Depuis près de deux siècles, elle est reconnue comme un lieu culturel de premier plan par les Polonais du monde entier et par toutes les personnes que la Pologne intéresse. Elle propose de la littérature polonaise en polonais et traduite en français, des livres et de la presse en polonais, de la musique et des films polonais et enfin des dictionnaires et des méthodes de langue.

## Histoire

### Les origines
L’établissement a été créé au 11, quai Voltaire par Eustachy Januszkiewicz, arrivé en France avec la première vague d’émigration politique polonaise appelée la Grande émigration. En 1835, la Librairie Polonaise est transférée rue des Marais-Saint-Germain. Au-delà du commerce de livres, Januszkiewicz en fait un lieu d’échanges intellectuels, culturels et politiques, associé dès la création de celle-ci à la Société historique et littéraire polonaise. Mickiewicz, Słowacki et Norwid ont offert leurs œuvres ici.

### La Librairie du Luxembourg
En 1843, la librairie change de propriétaire et est reprise par Karol Królikowski (d). En 1864, Władysław Mickiewicz, fils d’Adam Mickiewicz, en prend la direction avec l'aide de Jean-Baptiste Vasseur et l’installe en 1864 au 16, rue de Tournon. Elle est alors connue sous le nom de Librairie polonaise du Luxembourg / Księgarnia Luksemburska. Elle édite alors de 1864 à 1889 de nombreux titres de littérature polonaise, mais fut partiellement détruite durant la Commune de Paris.

### L'entre-deux-guerres et l'Occupation
Après la Première Guerre mondiale, Gebethner & Wolff (pl), éditeurs et libraires de la Pologne redevenue indépendante, relancent la librairie polonaise et l’installent au 123, boulevard Saint-Germain, où elle se trouve encore aujourd'hui.
Pendant la Seconde Guerre mondiale, les troupes d’occupation allemandes ferment la librairie et détruisent le stock. Le directeur de l’époque, Tadeusz Pajor (d) (1901-1949), est déporté dans un camp de concentration.

### Pendant la Guerre froide
Après la Libération, le journaliste et éditeur Stanisław Lam (pl) prend l’initiative de refonder la librairie. Après sa mort en 1965, c'est Józef Jakubowski (d), l'ancien secrétaire général de la Croix-Rouge polonaise en France et membre de la Société Historique et Littéraire Polonaise, qui dirige jusqu’en 1980, la Librairie Polonaise de Paris, en mettant remarquablement à profit son expérience : son activité sociale lui avait permis de lier des contacts à travers le monde et de trouver les moyens de développer une activité dynamique au sein de cette institution.
Pendant la Guerre froide, la Librairie polonaise de Paris et la revue Kultura avec une maison d'édition Institut littéraire (d) créées en 1948 par Jerzy Giedroyc, deviennent des centres d'opposition au régime totalitaire communiste et un lieu de rencontre des intellectuels polonais en exil en Europe occidentale. 
La librairie joue aussi un grand rôle dans la diffusion des écrits publiés clandestinement en Pologne durant les années Solidarność 1980-1989 et notamment durant l'état de siège.
D'autres établissements jouent un rôle comparable, notamment la librairie Libella (pl) / galerie Lambert (pl) crée en 1946 par Zofia et Kazimierz Romanowicz (pl) (ancien directeur adjoint de la Librairie polonaise de Paris, à l'époque de Tadeusz Pajor), sur l'île Saint-Louis. La librairie Libella se specialise dans les livres en langue polonaise et française concernant la Pologne et les autres pays de 1'Europe Centrale et de l'Est. La galerie devient rapidement un lieu de rencontre d'artistes, d'écrivains et autres intellectuels et créateurs.

### Place contemporaine
À partir de 1991, c’est au tour des Éditions Noir sur Blanc fondées par Jan Michalski et Vera Michalski-Hoffmann de reprendre la gestion de la librairie. Le couple l'adapte aux nouveaux contextes politiques et techniques. Il rachète également deux grandes maisons d'édition polonaises : Oficyna Literacka (pl) et Wydawnictwo Literackie (Éditions littéraires) . En 2000, à l'occasion du rachat des éditions Buchet-Chastel se constitue le Groupe Libella, regroupant aujourd'hui une dizaine de maisons d’édition partagées entre la Suisse, la France et la Pologne. Jan Michalski disparaît prématurément en 2002, à l’âge de 49 ans. La direction de la librairie est confiée aux neveux du couple : Tadeusz Michalski,, puis Tomasz Michalski, gérant actuel.